# إفرايم مورس
إفرايم مورس (بالإنجليزية: Ephraim Morse) هو مدير أمريكي، ولد في 16 أكتوبر 1823 في Amesbury ‏ في المملكة المتحدة، وتوفي في 17 يناير 1906 في سان دييغو في الولايات المتحدة.